# Рожа, Миклош
Миклош Рожа (венг. Rózsa Miklós, англ. Miklos Rozsa; 18 апреля 1907, Будапешт — 27 июля 1995, Лос-Анджелес) — венгерско-американский композитор, известный как академическими сочинениями, так и киномузыкой.

## Биография
Родился в Будапеште в еврейской семье (его дед, фабрикант Мориц Розенберг, сменил фамилию на Рожа в 1887 году). Его мать Регина (в девичестве Берковиц) была пианисткой, отец Дьюла Рожа унаследовал обувную фабрику и к началу 1900-х годов владел значительным состоянием, при этом придерживаясь социалистических взглядов. Помимо Миклоша в семье росла младшая дочь Эдита (1914).
С пятилетнего возраста играл на скрипке, подаренной дядей-скрипачом, в дальнейшем освоил также фортепиано и альт. В 1925 году покинул Венгрию, поступив в Лейпцигский университет, однако вскоре перевёлся в Лейпцигскую консерваторию, где изучал композицию у Германа Грабнера. Занимался также хоровой музыкой под руководством Карла Штраубе, органиста Церкви Святого Фомы, затем некоторое время был его ассистентом. Окончив консерваторию в 1929 году, он некоторое время оставался ассистентом Грабнера и опубликовал два первых сочинения, струнное трио Op. 1 и фортепианный квинтет Op. 2.
В 1931 году по предложению Марселя Дюпре перебрался во Францию. Несмотря на определённые успехи некоторых его новых сочинений (особенно написанного для оркестра Op. 13 Тема, вариации и финал), ради того, чтобы обеспечить себя материально, композитор был вынужден писать лёгкую музыку для невзыскательной аудитории, используя для неё псевдоним Ник Томе (фр. Nic Tomay), — согласно позднейшим воспоминаниям Рожи, это был именно тот тип развлекательной музыки, который он так ненавидел до этого, однако ему пришлось утешаться тем, что даже Рихард Вагнер, оказавшись в Париже столетием раньше, не брезговал для заработка заниматься фортепианными переложениями опер Гаэтано Доницетти.
В 1935 году Рожа покинул Париж ради Великобритании. Двумя годами позже началась его многолетняя карьера кинокомпозитора: в 1937 году он почти одновременно написал музыку к исторической драме Жака Фейдера «Рыцарь без доспехов» и фильму Марион Геринг «Гроза над городом». На протяжении нескольких лет он работал для продюсерской компании Александра Корды London Films — в частности, над лентой «Четыре пера». В Англии началась и работа Рожи над музыкой к «Багдадскому вору», однако с началом Второй мировой войны съёмки были перенесены в США, куда композитор и последовал за Кордой в 1940 году. В 1946 году Рожа получил американское гражданство.
После успеха «Багдадского вора» (1940) Рожа написал музыку ко множеству голливудских фильмов (общим числом свыше сотни). За музыку к фильмам «Заворожённый» (1945), «Двойная жизнь» (1947) и «Бен-Гур» (1959) удостоился премий «Оскар». Другие выдающиеся киноленты, где звучит музыка Рожи, — «Двойная страховка», «Потерянный уикэнд», «Убийцы», «Асфальтовые джунгли», «Леди Гамильтон», «Эль Сид», «Провидение».
В то же время на протяжении всей жизни Рожа продолжал писать и академическую музыку — особой известностью пользуются его концерт для скрипки с оркестром (1954, написан для Яши Хейфеца) и концерт для виолончели с оркестром (1968, написан для Яноша Штаркера).